# Луций Марций Септим
Луций Марций Септим или Гай Луций Марций Септим (на латински: Lucius Marcius Septimus; Caius Lucius Marcius Septimus) е политик и сенатор на Римската република през началото на 3 век пр.н.е. Принадлежи към клон Септим на фамилията Марции.
През 206 пр.н.е. допринася за победата на Сципион Африкански против картагенската войска в битката при Илипа. Той командва като подгенерал с Марк Юний Силан лявото крило на войската. Тази победа прекратява картагенското владение на Испания.